# 국도 제B8호선 (나미비아)

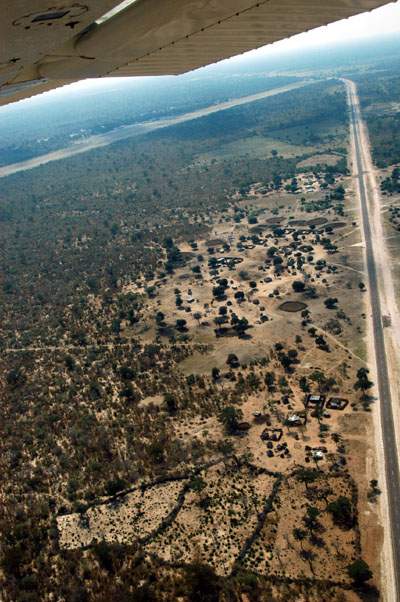
카티마물릴로 부근을 관통하고 있는 국도 제B8호선

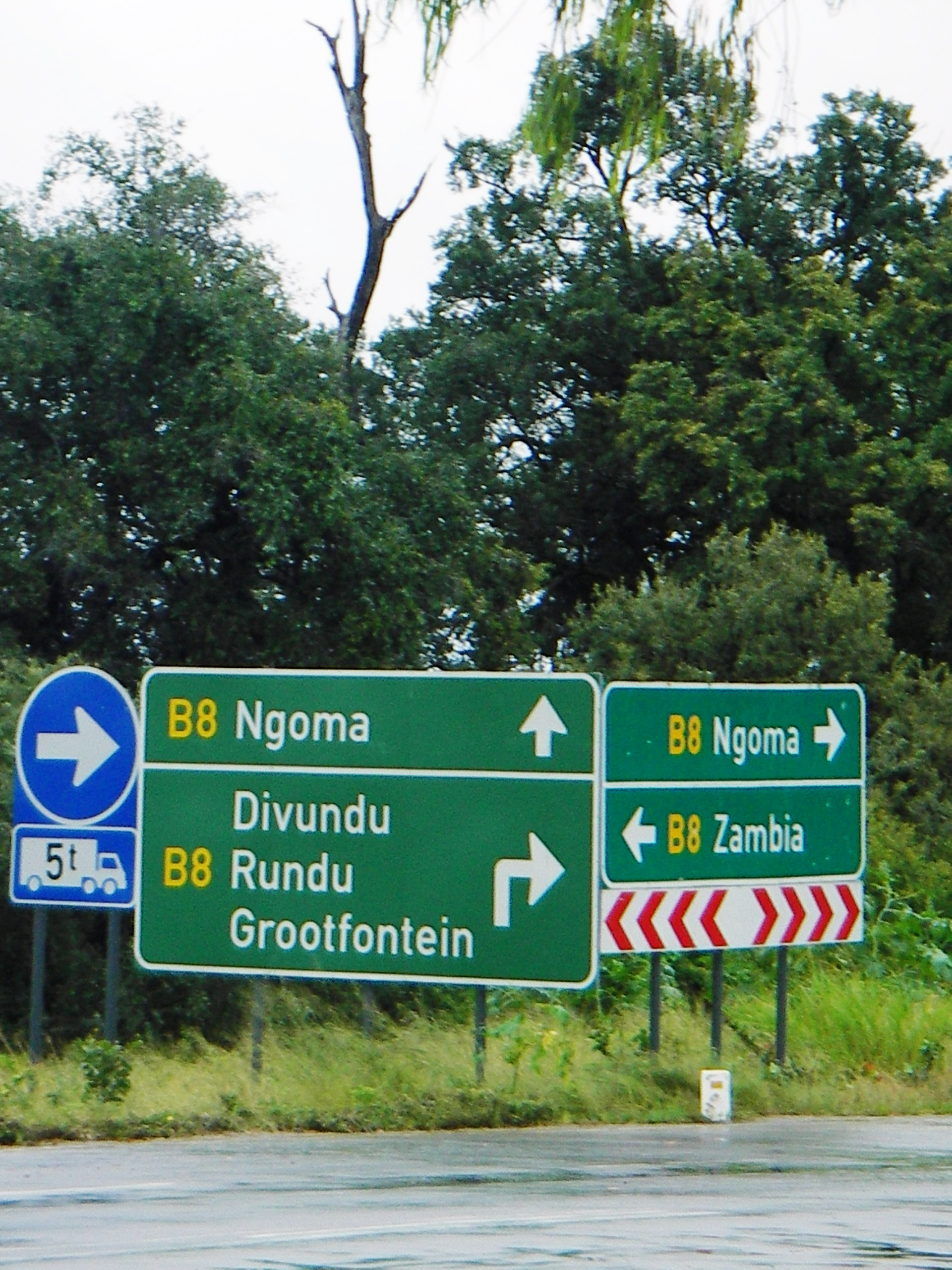
국도 제B8호선 관련 안내 표지판

국도 제B8호선(독일어: Nationalstraße B8, Road B8)은 오타비에서 응오마까지 이르는 총 연장 929 km(577 mi)의 거리를 이루는 나미비아의 일반 국도이다. 주요 경유지로는 기점인 오타비에서는 국도 제B1호선과 연결되며, 중간에는 그루트폰테인과 룬두를 거쳐 카프리비 스트립을 지나, 응오마까지 연결된다. 별칭으로는 골든 하이웨이(Golden Highway)이다.

## 주요 경유지
통과하고 있는 주요 도시 및 경유지는 다음과 같다.
- 오타비(영어판)
- 콤바트(영어판)
- 그루트폰테인
- 마일 30(영어판)
- 룬두
- 은디요나
- 디분두(영어판)
- 콩골라(영어판)
- 카티마물릴로
- 응오마(영어판)

## 같이 보기
- 트랜스-카프리비 하이웨이(영어판)
- 트랜스-아프리칸 하이웨이 네트워크(영어판)